# Krokodil (lok)

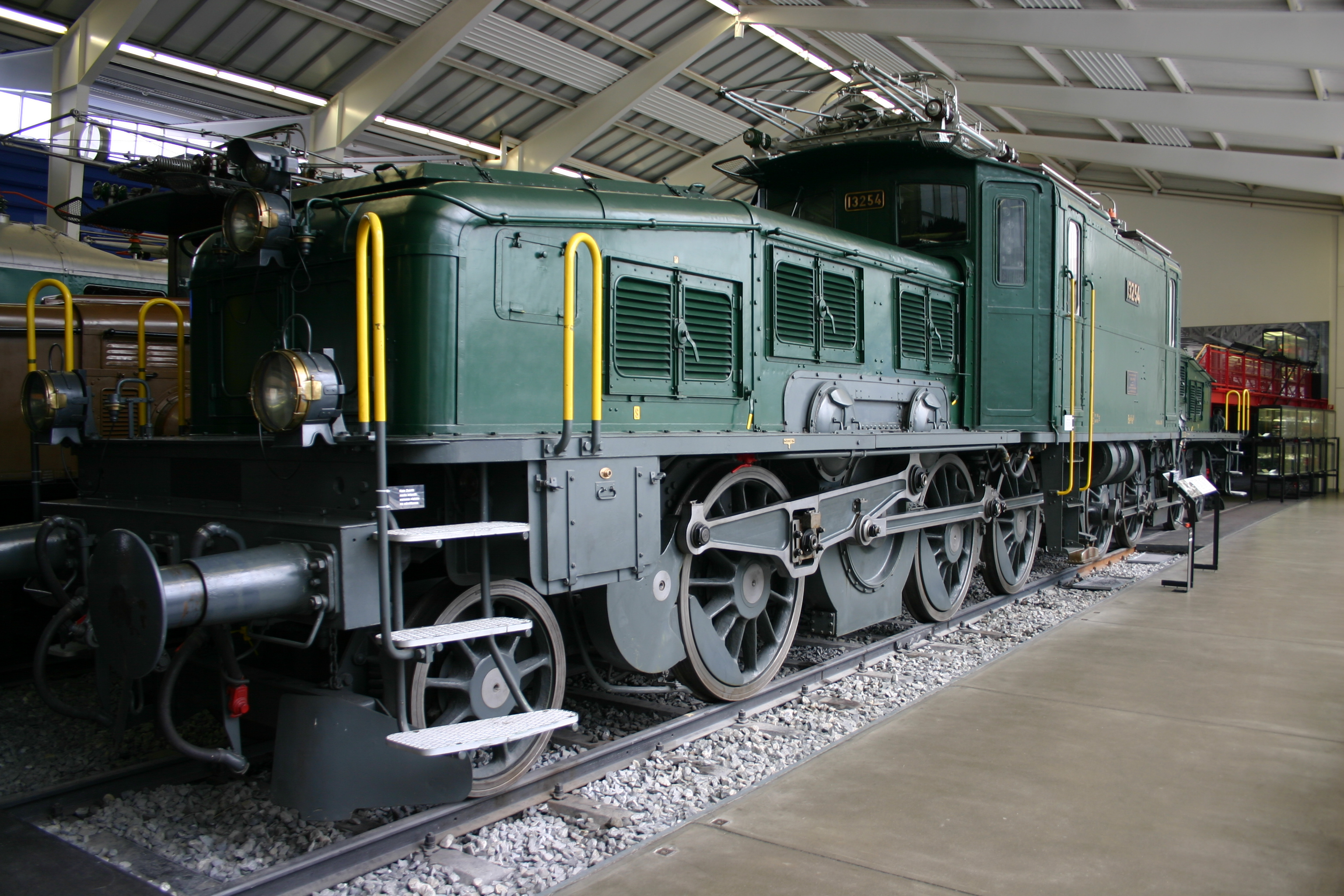
Krokodillok Ce 6/8^{II} 13254 på Verkehrshaus i Luzern

Krokodil kallas de stora elektriska godstågslok som den schweiziska statsjärnvägen (SBB) började använda kring 1920 för tung godstågstjänst på Sankt Gotthardsbanan. Även den österrikiska statsjärnvägen (ÖBB) använde ett fåtal krokodiler, men tillverkade av österrikiska företag. Loken var normalspåriga, men ett liknande meterspårigt lok, "smalspårskrokodil", fanns på Rhätische Bahn. Den första serien av SBB:s krokodiler fick beteckningen Ce 6/8", och den andra serien fick beteckningen Ce 6/8"'.
Det har också i andra länder funnits ellok som haft liknande utseende och kallats krokodiler, t.ex. de tyska loktyperna E93 och E94, som dock har haft en helt annan konstruktion.

## Säregen konstruktion
Krokodilloket har en centralt placerad förarhytt, och en sluttande lång huv i var ända. Loket är dessutom ledat, varför man ansåg att det liknade en krokodil. Lokens Littera var från början Ce 6/8". Den första tiden var loken bruna men målades senare gröna. Loken är vad man säger på svenska, ett "elektriskt koppelstångslok", vilket innebär att lokets motorer driver hjulen via en växellåda och sedan är hjulen på var sida förbundna med koppelstänger via ett blindhjul. 
Loken tillverkades i en första serie om 33 exemplar år 1919–1922 av det schweiziska företaget Maschinenfabrik Oerlikon (elutrustning) och firma Schweizerische Lokomotiv- und Maschinenfabrik (SLM) (mekanisk uppbyggnad) i Winterthur. 1926 fick samma firmor en beställning på ytterligare 18 krokodillok.
Loket har totalt 10 axlar med axelföljden (1´C)(C 1´), det vill säga en löpaxel, tre drivande axlar, tre drivande axlar samt ytterligare en löpaxel. Dessa är monterade i två "boggier", löpaxlarna är enskilt ledade från dessa boggier.
Hjulen på de drivande axlarna var tre och tre förbundna med koppelstänger. Den senare serien hade dessutom en axel med ett par kombinerade blind- och balanshjul i vilket koppelstängena var fästade framför/bakom drivhjulens axlar. Det förekom även en del andra varianter på koppelstänger, växellådor och andra tekniska saker som föranleder olika littera, Be, Ce samt tillägget med en romersk tvåa eller trea i underlitterat. Huvudlitterat Ce anger i första hand lok efter ombyggnad, men det förekommer undantag.
Loken är tredelade, där ytterdelarna är försedda med två elmotorer var, elutrustning, samt hjulaxlar och växellådor. Mittendelen innehåller förarhytter, transformator och elektrisk reglerutrustning.
Förarhytterna är trånga.
Loket har sammanlagt fyra stycken enfas växelströmsmotorer.
Loken moderniserades 1947 och fick då Litterat Be 6/8".
Den första siffran i litterat anger antalet drivande axlar och den andra siffran totala antalet axlar. 
- Antal exemplar: 51 st, första serien 33 st, andra serien år 1926, 18 st.
- Effekt: 2240 hästkrafter (vid 36 km/h).
- Största tillåtna hastighet: 65 km/h.
- Maxhastighet: 75 km/h
- Vikt: 131 ton
- Max tågvikt 3000 ton.[1][2]

## Ej längre i tjänst
Loktypen är ej längre i tjänst, men utgör en ikon för järnvägsintresserade. 
Loken började att fasas ut 1967. Flera reservlok sparades och 1976 anges som det sista året loktypen var i trafik. Andra uppgifter gör gällande att loktypen användes sporadiskt fram till 1986. Loken var då ålderstigna och allmänt hårt slitna. Trafiken på Gotthardsbanan ökade hela tiden och för att få plats med fler tåglägen behövde trafiken göras snabbare, krokodilernas låga största tillåtna hastighet var nu klart ogynnsam för loktypen. Man började också intressera sig för miljön på lokförarnas arbetsplats, och även här föll krokodilerna till föga.

### Bevarade fordon
- SBB Be 6/8 II 13254 som finns på Trafikmuseet, Verkehrshaus, i Luzern, status: välputsad, i utställningsskick. Kördugligt. Grönt.
- SBB Ce 6/8 II 13257 Museilok i Südbahnmuseum i Mürzzuschlag i Österrike. Undergår restaurering i museet.
- SBB Be 6/8 III 13302 Depot Rapperswil. Grönt. Trafikdugligt.
- SBB Be 6/8 II 14201 som finns också på Trafikmuseet, Verkehrshaus, i Luzern, status: avställt i magasin, i väntan på renovering. (Ifrågasatt uppgift – verkar röra sig om Ce 6/8 I.)
- SBB Be 6/8 II 14253 Museilok på lokstationen i Erstfeld, trafikduglig, används i speciella tåg. Brunt. Ingår i SBB:s historiska samlingar.
- SBB Be 6/8 II 14267 finns bevarat på Technik-Museum Speyer, Tyskland. Brunt.
- SBB Ce 6/8 II 14270 Tidigare uppställt utomhus i Erstfeld. Flyttat 2020 till Oerlikon. Grönt.
- SBB Be 6/8 II 14276 under renovering av järnvägsmuseeföreningen Club del San Gottardo i Mendrisio. Grönt.
- SBB Ce 6/8 II 14282 Auto & Technik Museum Sinsheim, Tyskland. Grönt.
- SBB Ce 6/8 III 14305 Depot Olten. Grönt. Trafikdugligt.

## Smalspårskrokodil
Det fanns även en smalspårsvariant av krokodilen, populärt kallat på svenska för "smalspårkrokodil" och på engelska och tyska för "baby crocodile" respektive "babykrokodile". Litterat är Ge 6/6, till skillnad från normalspårskrokodilen saknar detta lok löpaxlar.
Smalspårskrokodilerna fanns och finns fortfarande som reserv eller museilok på Rhätische Bahn. De använts oftast på Berninabanan.
Den vanligaste spårvidden på de schweiziska privata eller kantonala järnvägarna är 1 000 mm, meterspår, sålunda har smalspårkrokodilen 1 000 mm spårvidd.

### Bevarade smalspårskrokodiler
- RhB Ge 6/6 402 smalspårskrokodil, uppställd på Trafikmuseet, Verkehrshaus, i Luzern status: utställningsskick.
- RhB Ge 6/6 406 smalspårskrokodil, reservlok, avställt i Samedan eller Landquart.
- RhB Ge 6/6 407 smalspårskrokodil, reservlok, avställt i Samedan eller Landquart.
- RhB Ge 6/6 411 smalspårskrokodil, reservlok, avställt i Samedan eller Landquart.
- RhB Ge 6/6 414 smalspårskrokodil, museilok hos Rhätische Bahn, trafikdugligt, går i chartertåg.

## Sverigebesök
I september 2015 besökte Krokodillok Ce 6/8"' 14305 Sverige, men under transporten från Schweiz drabbades tåget av problem med ett ursmält storlager. Vilket medförde att tåget fick genomgå omfattande reparation i Berlin innan det kunde fortsätta sin resa mot Gävle. Sverigeresan genomfördes ändå, men loket Du 109 ersatte krokodilen mellan Ängelholm och Gävle.

## Modelljärnvägskrokodiler
De flesta större europeiska modelljärnvägstillverkarna med självaktning har alla satt som status att ha en eller flera varianter av Krokodilen i sitt sortiment.